# Estación Ferri
Ferri es una estación de ferrocarril del Ramal Ferroviario Cipolletti - Barda del Medio ubicada en el Departamento General Roca, Provincia de Río Negro, Argentina.

## Servicios
Pertenece al Ferrocarril General Roca en el ramal ferroviario Cipolletti  -Barda del Medio.
No presta servicios de pasajeros desde 1993, sin embargo por sus vías corren trenes de carga, a cargo de la empresa Ferrosur Roca.

## Ubicación
Se accede desde la Calle La Alianza en el cruce con Calle Las Rosales

## Galería

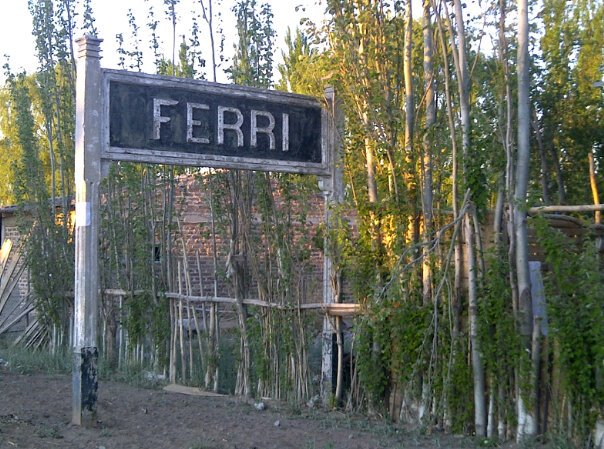
Cartel de la Estación